# Uržum
Uržum (in lingua mari Вÿрзым, Vürzym) è una cittadina della Russia europea nordorientale (oblast' di Kirov), situata nel versante sudorientale degli Uvali della Vjatka, sul fiume Uržumka, 195 km a sud del capoluogo Kirov; è il capoluogo amministrativo del distretto omonimo.
L'attuale città risale all'anno 1584, fortezza russa sul fiume Uržum (verrà ribattezzato solo successivamente con l'attuale nome di Uržumka); precedentemente a quell'anno, sul sito era però attestato, nelle cronache locali, un insediamento della locale popolazione dei mari.

## Società

### Evoluzione demografica
Fonte: mojgorod.ru
- 1897: 4.400
- 1926: 5.700
- 1939: 8.800
- 1959: 10.900
- 1989: 12.100
- 2007: 11.400